# Ralf Busch (Kunsthistoriker)
Ralf Busch (* 1. Juni 1942 in Berlin) ist ein deutscher Kunsthistoriker, Archäologe, Museumsfachmann und Autor zu kulturellen Themen.

## Leben und Wirken
Ralf Buschs Vater war der Fabrikant John Busch (1908–1974), der ab 1947 in Celle wirkte und dort ehrenamtlich auch Lokalpolitiker und später Erster Bürgermeister war. Daher wurde Celle zur eigentlichen Heimatstadt von Ralf Busch, der dort am Hermann-Billung-Gymnasium zur Schule ging. Schon ab 1956, mit 14 Jahren, begann Busch sich bei Baustellenbegleitungen für die Baugeschichte und Archäologie der Stadt Celle zu interessieren, was ihm durch die Kontakte des Vaters erleichtert wurde. Diese frühen Untersuchungen bereitete Ralf Busch viel später in einer 1991 veröffentlichten Schrift mit dem Titel „Funde und Baubeobachtungen aus der Celler Altstadt“ auf. Ab 1960 veröffentlichte er in Zeitungsartikeln und der „Sachsenspiegel“-Beilage der lokalen Celleschen Zeitung Aufsätze zu Geschichtsthemen, teilweise noch mit dem Autorenkürzel „Rab“. Eine der ersten größeren populärwissenschaftlichen Publikationen erschien 1965 als Taschenbüchlein und befasste sich mit den „Fachwerkbauten der Altstadt Celle“.
Seinen Jugendneigungen folgend studierte Ralf Busch von 1965 bis 1974 Ur- und Frühgeschichte, Kunstgeschichte, Volkskunde und Anthropologie an der Georg-August-Universität Göttingen und an der Universität Wien.
Neben dem Studium war Ralf Busch ab 1967 Ortsheimatpfleger von Bovenden und bereits ab 1966 Leiter des dortigen Plesse-Archivs. Seit 1970 baute er am Städtischen Museum Göttingen die Sammlung zur Ur- und Frühgeschichte neu auf. 1971 wurde Busch zum Bodendenkmalpfleger für den Landkreis Göttingen ernannt. Nach seiner Promotion 1973 an der Universität Göttingen mit einer archäologischen Dissertation über „Die spätbronzezeitliche Siedlung an der Walkemühle in Göttingen“ war Ralf Busch als Leiter der Abteilung Vor- und Frühgeschichte am Braunschweigischen Landesmuseum in Wolfenbüttel beschäftigt.
Seit 1987 wirkte Busch als Direktor des Archäologischen Museums Hamburg, womit er gleichzeitig oberster Bodendenkmalpfleger der Stadt Hamburg war. Die Aufgabe endete mit seiner Kündigung im Jahr 2001. Danach bekleidete er noch einige Jahre die Funktion eines wissenschaftlichen leitenden Direktors der Senatskanzlei der Freien und Hansestadt Hamburg. Seit dem Eintritt in den Ruhestand betreut er im Bomann-Museum in Celle die Gemäldesammlung und betätigt sich als Kurator kulturhistorischer Ausstellungsprojekte.
Ralf Busch nahm ehrenamtlich zahlreiche weitere Funktionen wahr, etwa als Gründungspräsident des Euro-Mediterran-Arabischen Ländervereins und im Vorstand der Griffelkunst-Vereinigung Hamburg. Von 1977 bis 1978 war er Vorsitzender der Deutschen Gesellschaft für Ur- und Frühgeschichte (DGUF). Ralf Busch war auch Vorsitzender des Vereins „Freunde der Burg Plesse“.
Als Autor legte Busch zahlreiche wissenschaftliche Veröffentlichungen und Abhandlungen zur Kunstgeschichte und Archäologie vor. Daneben beschäftigte er sich auch mit Fragen der Literatur und veröffentlichte eine Dokumentation über den Schriftsteller Carl Heinz Kurz.
Ein besonderes Anliegen von Ralf Busch ist die Geschichte der Juden in Deutschland, die in seiner musealen Tätigkeit einen besonderen Stellenwert einnahm und worüber er einige Veröffentlichungen verfasste.

## Veröffentlichungen (Auswahl)
- Die Fachwerkbauten der Celler Altstadt. Pohl-Druckerei und Verlagsanstalt, Celle 1965.
- Die spätbronzezeitliche Siedlung an der Walkemühle in Göttingen (= Göttinger Schriften zur Vor- und Frühgeschichte. Band 16). Wachholtz, Neumünster 1975, ISBN 3-529-01516-4 (Zugl.: Göttingen, Univ., Philos. Fak., Diss., 1973).[11]
- Die Burg in Altencelle. Ihre Ausgrabung und das historische Umfeld. Celle 1990 (= Celler Beiträge zur Landes- und Kulturgeschichte, Heft 19), ISBN 3-925902-10-4.
- Funde und Baubeobachtungen aus der Celler Altstadt. Celle 1991 (= Celler Beiträge zur Landes- und Kulturgeschichte, Heft 20), ISBN 3-925902-11-2.
- Der Leichenzug für die Herzöge Georg und Wilhelm von Braunschweig und Lüneburg 1643. Helms-Museum, Hamburg-Harburg 1992, ISBN 3-87166-022-1.
- Harburgs Binnenhafen in Geschichte und Gegenwart. Christians, Hamburg 1997, ISBN 3-7672-1279-X.
- Das Harburger Vogelschießen. Geschichte eines Volksfestes. Christians, Hamburg 1997, ISBN 3-7672-1282-X.
- Ein Papst in Hamburg. Ein historisches Essay über Benedikt V. Christians, Hamburg 1999, ISBN 3-7672-1336-2.
- Wols – das druckgraphische Werk. Christians, Hamburg 2004, ISBN 3-7672-1431-8.
- Hamburg – wie es begann. Wachholtz, Neumünster 2004, ISBN 3-529-07401-2.